# غار بتون
غار بتون اژدها یک غار آهکی در فاصله ۴٧ کیلومتری شهر فردوس و ۱۲ کیلومتری شهر سرایان و در نزدیکی روستای چرمه قرار دارد.پس از عبور از دهانه غار بتون، یک محوطه قرار دارد که دارای دو دهانه است، دهانه بالا دارای مسیری صعب العبور و دهانه پایین دارای مسیر سهل العبور است. غار بتون به دلیل گذرگاه‌های و حوضچه‌های موجود از معدود غارهای ایران با این ویژگی بشمار می‌رود. عمق این غار ۴۰۰ متر تخمین زده می‌شود. رطوبت نسبی غار ۵/۸ درصد، دمای آب درون غار ۱۰ درجه سانتیگراد و حرارت درون غار ۱۱ درجه سانتیگراد است. سقف غار پوشیده از کربنات کلسیم خالص و در بعضی از مناطق مخلوط با عناصر دیگر است.

## نام گذاری
برای این غار دو نام گفته شده است:
- غار بتون: اهالی محلی بر این عقیده بودند که انتهای این غار به شهر تاریخی تون می‌رسد، به این دلیل آنرا غار (به تون) بتون می‌گفتند.
- غار اژدها: به دلیل مخوف بودن غار اهالی آنرا غار اژدها می‌نامیدند.